# Kesdorf
Kesdorf ist ein Ortsteil der Gemeinde Süsel im schleswig-holsteinischen Kreis Ostholstein.

## Lage
Kesdorf liegt etwa acht Kilometer südlich der Kreisstadt Eutin und rund 30 Kilometer nördlich von Lübeck. Die Bundesstraßen 76 und 432 sind vier bzw. drei Kilometer, die Bundesautobahn 1 über die Anschlussstelle Scharbeutz acht Kilometer entfernt. Der nächstgelegene Bahnhof befindet sich in Pönitz.
Das größtenteils im Naturpark Holsteinische Schweiz liegende Dorf wird im Norden und Osten durch die Schwartau begrenzt.

## Geschichte
Kesdorf wurde 1359 als Kestorpe erstmals urkundlich erwähnt und war bis zum 19. Jahrhundert einer Vielzahl von Besitzwechseln unterworfen. Mit dem Plöner Vertrag von 1842 trat das Großherzogtum Oldenburg das Dorf zunächst an Holstein ab, ehe es mit dem Kieler Vertrag von 1867 als Teil des Amtes Ahrensbök an das Fürstentum Lübeck fiel. Die zur Kirchengemeinde Gleschendorf gehörende Ortschaft war dort zunächst ein Teil der Gemeinde Siblin, bevor sie im Rahmen des oldenburgischen Vereinfachungsgesetzes von 1933 gemeinsam mit Barkau in die Gemeinde Süsel eingegliedert wurde.